# 费利西娅·梅纳拉
费利西娅·梅纳拉（法語：Félicia Menara，1991年6月24日—）是前法國女子排球運動員，司職舉球員，她是法國國家女子排球隊的一員。她參加了2009年歐洲女子排球錦標賽。